# Alfred Waterhouse
Alfred Waterhouse RA (* 19. Juli 1830 in Liverpool; † 22. August 1905 in Yattendon) war ein englischer Architekt, welcher der viktorianischen Neugotik zuzuordnen ist.

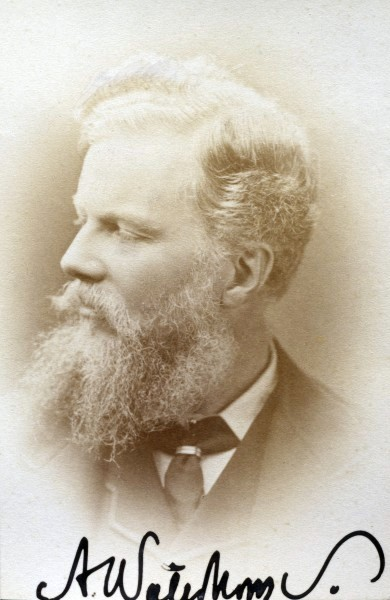
Alfred Waterhouse

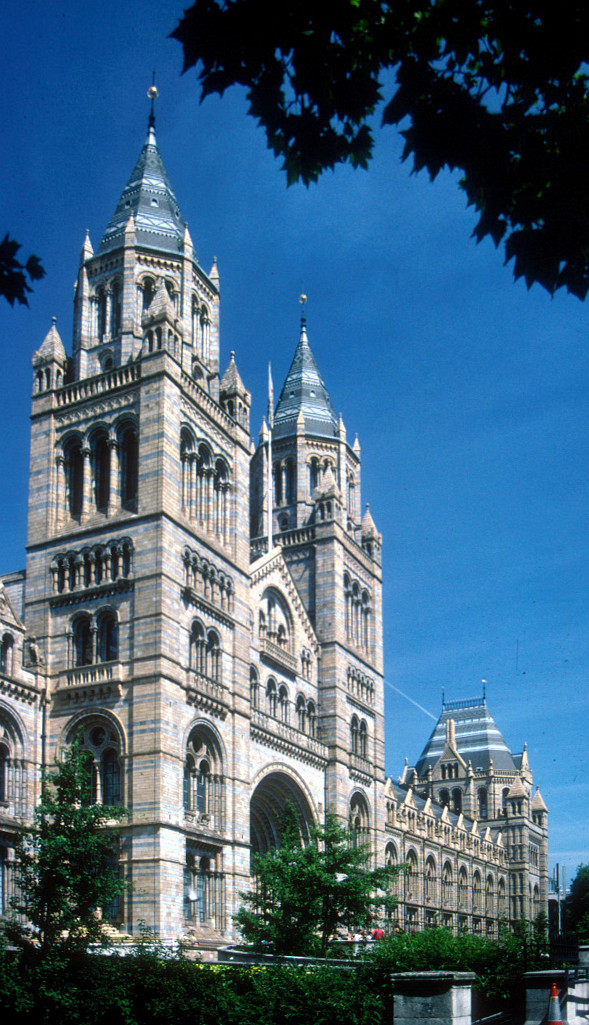
Das Natural History Museum, entworfen von Waterhouse

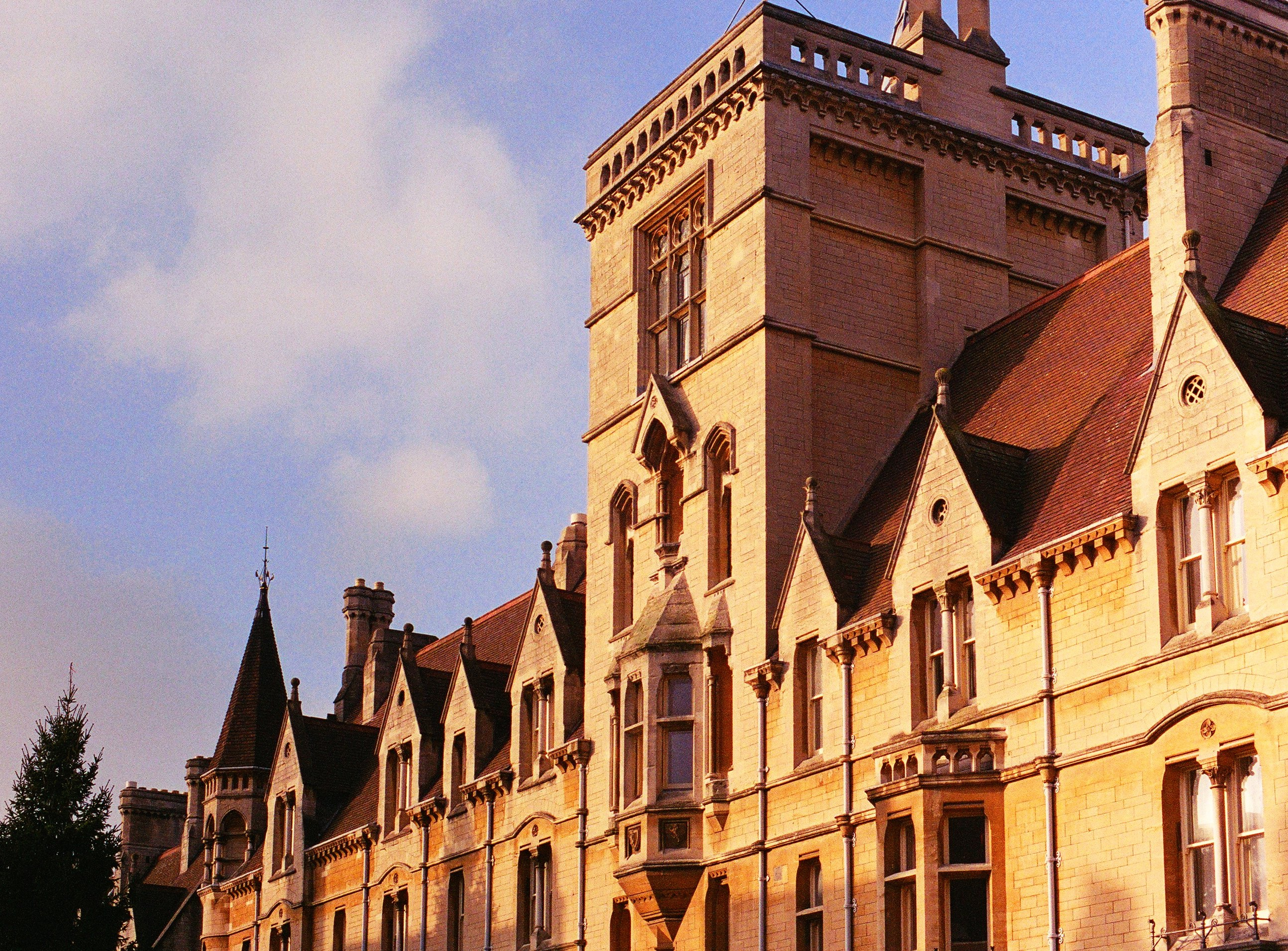
Balliol College

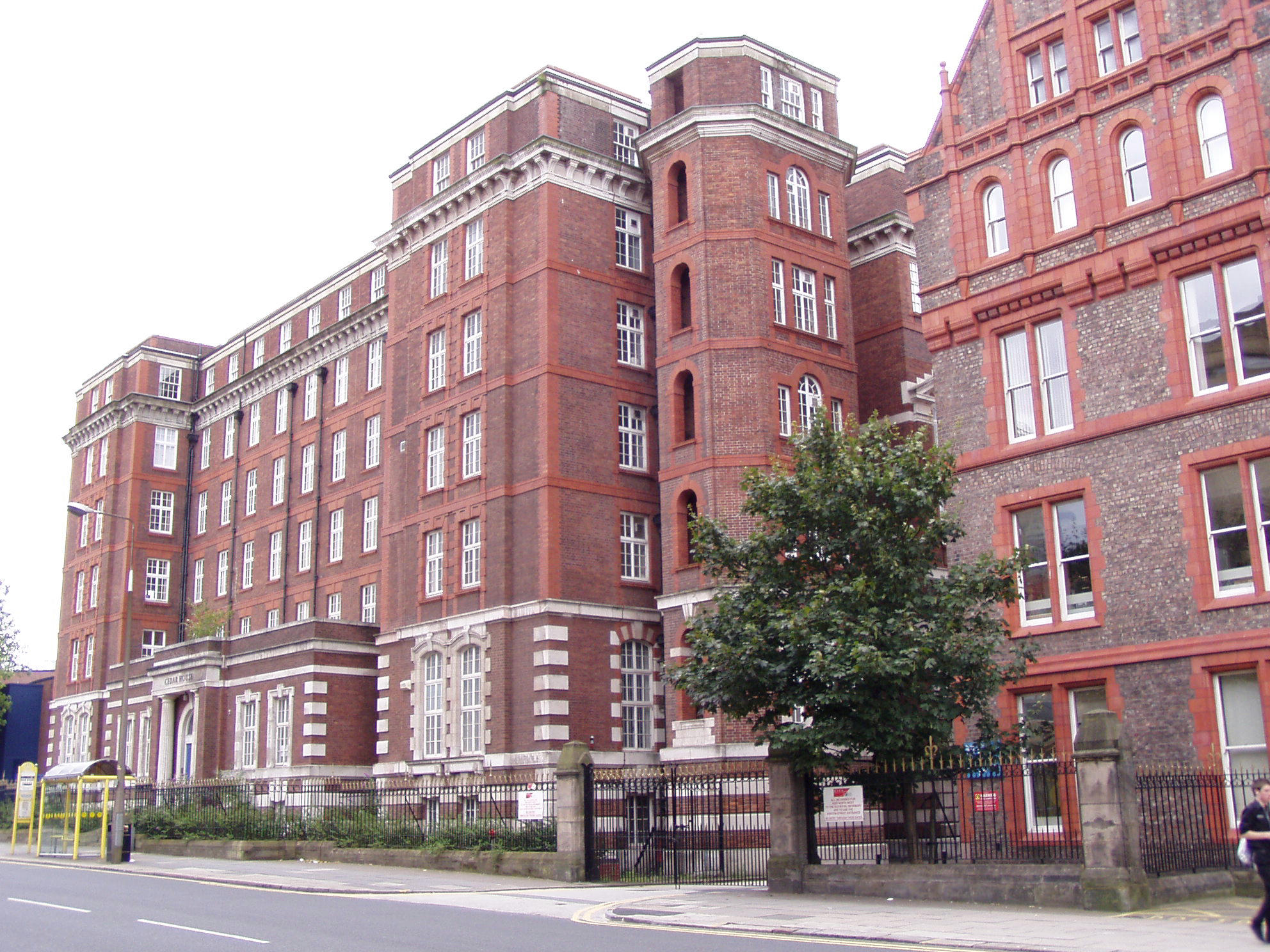
Royal Liverpool Infirmary

Besonders bekannt wurde Waterhouse durch die Planung des Natural History Museum in London. Er entwarf eine Vielzahl weiterer Gebäude in England. Obwohl er ein Experte für Gotik und Renaissance war, beschränkte sich Waterhouse nicht nur auf eine architektonische Stilrichtung.

## Leben
Alfred Waterhouse wurde in Aigburth, einem Vorort von Liverpool, als Sohn reicher Eltern, die den Quäkern angehörten geboren. In Tottenham, einem Stadtteil von London, ging er auf die Grove School. Danach studierte er Architektur unter Richard Lane in Manchester. Er verbrachte große Teile seiner Jugend in Europa und studierte in Frankreich, Italien und Deutschland. Als er nach England zurückkam gründete er ein Architekturbüro in Manchester.
Seine ersten Aufträge waren einfache Wohnhäuser. Ein bekannter und erfolgreicher Architekt öffentlicher Gebäude wurde er erst, als er für die Planung des Manchester Assize Courts einen Architekturwettbewerb gewann. Diese Arbeit zeigte seine Fähigkeit, große und komplexe Gebäude zu planen und dass er ein Experte auf dem Gebiet Gotik war. Waterhouse blieb zwölf Jahre in Manchester, bis er 1865 mit seinem Architekturbüro nach London umzog.
1865 war Waterhouse einer der Architekten, die ausgewählt wurden, um die Royal Courts of Justice mit zu planen. 1868  – neun Jahre nachdem er die Manchester Assize Courts entworfen hatte – gewann er einen weiteren Wettbewerb für die Planung der Manchester Town Hall. Im selben Jahr war er beim Umbau des Gonville and Caius College beteiligt. Dies war nicht seine erste Arbeit für eine Universität: Zwischen 1866 und 1867 entwarf er Gebäude für das Balliol College und die Cambridge Union Society.
Beim Caius College mischte er klassische und gotische Elemente für den alten Teil des Colleges absichtlich zusammen, während er beim Balliol und Pembroke College in seiner Gotik blieb und diese modernen Bedürfnissen anpasste. Das Girton College, ein Gebäude einfachem Stils, stammt aus derselben Schaffungsperiode. Weitere Projekte von Alfred Waterhouse waren zu jener Zeit der Ausbau der Eaten Hall in Cheshire und der Heythrop Hall in Oxfordshire.
1873 bekam er einen seiner wichtigsten Aufträge: Die Weiterplanung des Natural History Museums in South Kensington. Er entwarf eine eigenwillige romanische Terrakotta-Fassade, welche viele Nachahmer in der Architektur fand. Das Natural History Museum wurde seine bekannteste Arbeit. In London entwarf er auch den National Liberal Club, das University College Hospital, die Surveyors' Institution und das Jenner Institute of Preventive Medicine in Chelsea.
In den späten 1860ern lebte er in der Gegend um Reading und war auch dort für den Bau bedeutsamer Gebäude verantwortlich. So entwarf er seinen eigenen Wohnsitz (Foxhill House, 1868), das Yattendon Court, die Reading Town Hall und die Reading School. Das Foxhill House wird heute von der University of Reading benutzt, ebenso wie das Whiteknights House, welches er für seinen Vater baute. Das East Thorpe House, in dem sich heute das Museum of English Rural Life befindet, plante er 1880 für Alfred Palmer.
In den 1890ern entwarf er für große Firmen, wie der Prudential Assurance Company und der National Provincial Bank, mehrere Filialen und Firmensitze. Mit dem Liverpool Infirmary erschuf er sein größtes Krankenhaus. 1895 machte er mehrere Baupläne zur Erweiterung der Victoria University in Manchester.
Im Jahre 1902 zog er sich von der Architektur zurück und arbeitete teilweise mit seinem Sohn Paul Waterhouse (ebenfalls Architekt) zusammen. Am 22. August 1905 verstarb Alfred Waterhouse im selbst erschaffenen Yattendon Court.
Zu den von ihm entworfenen Gebäuden zählen St. Mary's Hospital, Manchester, Alexandra Hospital, Rhyl, Strangeways Prison, Manchester, St. Margaret's School, Bushey, Metropole Hotel, Brighton, Hove Town Hall, Hove, Knutsford Town Hall, Knutsford, Alloa Town Hall, Alloa, St. Elisabeth's Church, Reddish, Weigh House Chapel, Mayfair und Hutton Hall, Yorkshire.

## Mitgliedschaften und Auszeichnungen
1861 wurde Waterhouse Mitglied des Royal Institute of British Architects, deren Präsident er zwischen 1888 und 1891 war. Er gewann den großen Preis für Architektur auf der Weltausstellung in Paris 1867. 1878 bekam er die Royal Gold Medal des Royal Institute of British Architects und gehörte zur Royal Academy of Arts. 1885 wurde er dann Vollmitglied und 1898 Schatzmeister der Kunstinstitution. Er war außerdem Mitglied an verschiedenen Akademien (Wien, Brüssel, Antwerpen, Mailand, Berlin, Académie des Beaux-Arts, Paris). Nach 1886 wirkte er oft bei Architekturwettbewerben als Sachverständiger mit und 1887 war er Mitglied einer internationalen Jury, die über das Aussehen der Westfront des Mailänder Doms entschied.

## Familie
Durch die Heirat seiner Tochter Mary ist Alfred Waterhouse Schwiegervater des englischen Lyrikers Robert Bridges.

## Einzelbelege
1. ↑    N. C. Smith: Bridges, Robert Seymour in John Sutherland (Hg.): Literary Lives - Intimate Biographies of the Famous by the Famous. Oxford University Press, Oxford 2002, ISBN 0-19-860642-7. S. 44

| Personendaten    | Personendaten        |
| ---------------- | -------------------- |
| NAME             | Waterhouse, Alfred   |
| KURZBESCHREIBUNG | englischer Architekt |
| GEBURTSDATUM     | 19. Juli 1830        |
| GEBURTSORT       | Liverpool            |
| STERBEDATUM      | 22. August 1905      |
| STERBEORT        | Yattendon            |